# Alfabeto griego utilizado en matemáticas, ciencias e ingeniería

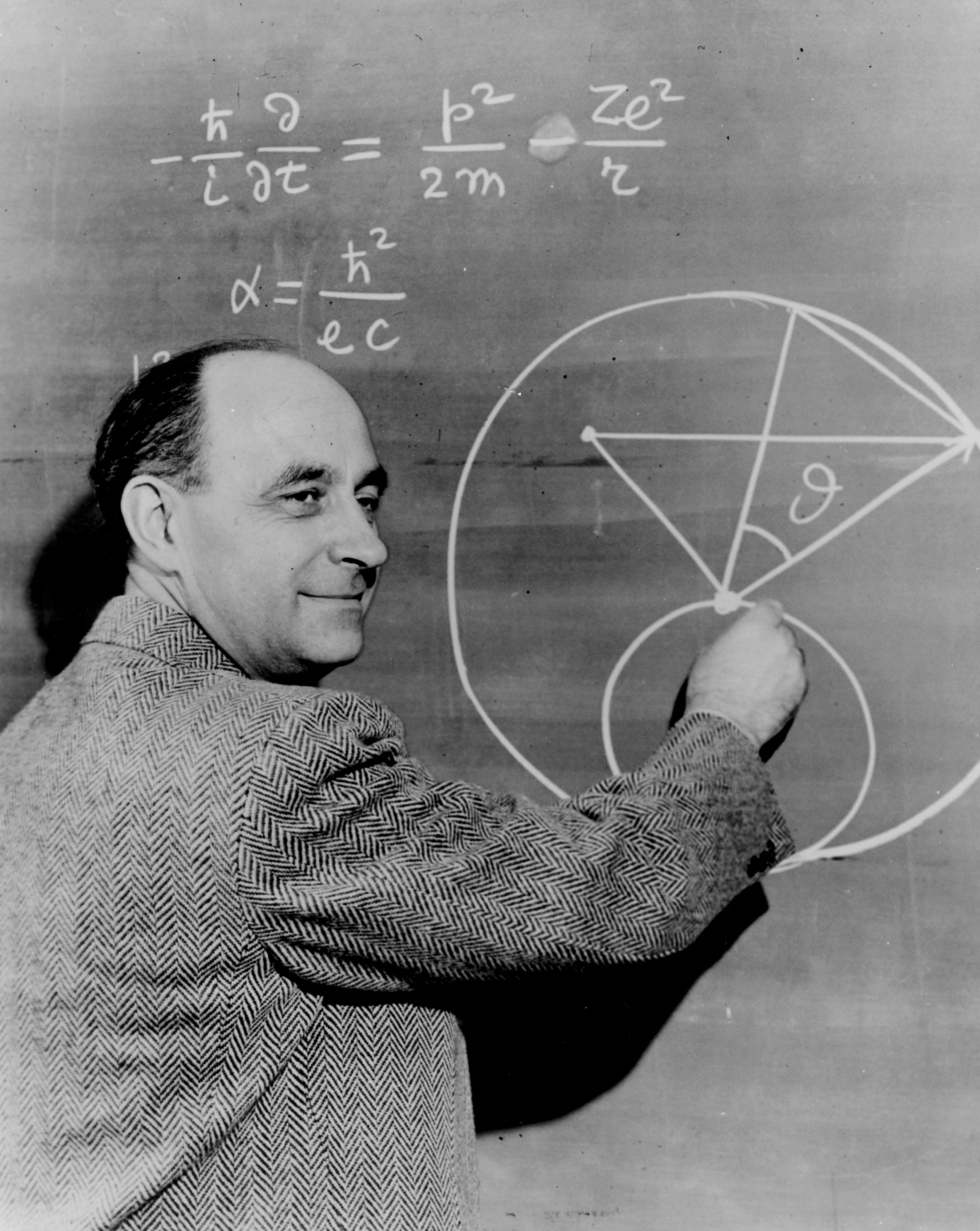
Enrico Fermi retratado en una pizarra.
Curiosamente contiene un error, la fórmula de la constante de estructura fina debería ser:
.

El alfabeto griego se utiliza en matemáticas, ciencias exactas, ingeniería y otras áreas en las que la notación matemática se emplea como símbolos para constantes, funciones especiales y también, convencionalmente, para variables que representan determinadas cantidades.  En estos contextos, las mayúsculas y las minúsculas representan entidades distintas y no relacionadas.  Las letras griegas que tienen la misma forma que las del abecedario latino se usan poco: Α, Β, Ε, Ζ, H, Ι, K, M, Ν, O, Ρ, Τ, Y, X en mayúscula.  Las minúsculas ι, ο y υ también se utilizan raramente, ya que se parecen mucho a las letras latinas i, o y u.  A veces, las variantes tipográficas de las letras griegas se utilizan como símbolos distintos en matemáticas, en particular para ε/ϵ y π/ϖ.  A veces se utiliza la letra arcaica digamma (Ϝ/ϝ).
El esquema de denominación de Bayer para las estrellas suele utilizar la primera letra griega, α, para la estrella más brillante de cada constelación, y recorre todo el alfabeto antes de pasar a las letras latinas.
En matemática financiera, las griegas son las variables denotadas por letras griegas que se utilizan para describir el riesgo de ciertas inversiones.

## Tipografía
Las formas de las letras griegas utilizadas en matemáticas suelen ser diferentes de las que se emplean en el idioma griego: están diseñadas para utilizarse de forma aislada, no conectadas a otras letras, y algunas utilizan formas variantes que normalmente no se emplean en la tipografía griega actual.
El formato de fuente OpenType tiene la etiqueta "mgrk" ("Griego matemático") para identificar un glifo como una letra griega que se utiliza en contextos matemáticos (y no en griego).
La siguiente tabla muestra una comparación de las letras griegas representadas en TeX y HTML. El tipo de letra utilizado en TeX es cursiva. Esto se ajusta a la convención de que las variables deben ir en cursiva. Dado que las letras griegas se utilizan a menudo como variables en fórmulas matemáticas, es más probable encontrar una letra griega similar a la representada en TeX en trabajos relacionados con las matemáticas.
| Alfabeto griego | Alfabeto griego                                       | Alfabeto griego | Alfabeto griego | Alfabeto griego | Alfabeto griego                                | Alfabeto griego | Alfabeto griego | Alfabeto griego | Alfabeto griego                                   | Alfabeto griego | Alfabeto griego | Alfabeto griego | Alfabeto griego                               | Alfabeto griego | Alfabeto griego | Alfabeto griego | Alfabeto griego                        | Alfabeto griego |
| Nombre          | TeX                                                   | HTML            |                 | Nombre          | TeX                                            | HTML            |                 | Nombre          | TeX                                               | HTML            |                 | Nombre          | TeX                                           | HTML            |                 | Nombre          | TeX                                    | HTML            |
| --------------- | ----------------------------------------------------- | --------------- | --------------- | --------------- | ---------------------------------------------- | --------------- | --------------- | --------------- | ------------------------------------------------- | --------------- | --------------- | --------------- | --------------------------------------------- | --------------- | --------------- | --------------- | -------------------------------------- | --------------- |
| Alpha           | {\displaystyle \mathrm {A} \,\alpha }                 | Α α             |                 | Digamma         | {\displaystyle \mathrm {\Digamma} \,\digamma } | Ϝ ϝ             |                 | Kappa           | {\displaystyle \mathrm {K} \,\kappa \,\varkappa } | Κ κ ϰ           |                 | Omicron         | {\displaystyle \mathrm {O} \,o}               | Ο ο             |                 | Upsilon         | {\displaystyle \Upsilon \,\upsilon }   | Υ υ             |
| Beta            | {\displaystyle \mathrm {B} \,\beta }                  | Β β             |                 | Zeta            | {\displaystyle \mathrm {Z} \,\zeta }           | Ζ ζ             |                 | Lambda          | {\displaystyle \Lambda \,\lambda }                | Λ λ             |                 | Pi              | {\displaystyle \Pi \,\pi \,\varpi }           | Π π ϖ           |                 | Phi             | {\displaystyle \Phi \,\phi \,\varphi } | Φ ϕ φ           |
| Gamma           | {\displaystyle \Gamma \,\gamma }                      | Γ γ             |                 | Eta             | {\displaystyle \mathrm {H} \,\eta }            | Η η             |                 | Mu              | {\displaystyle \mathrm {M} \,\mu }                | Μ μ             |                 | Rho             | {\displaystyle \mathrm {P} \,\rho \,\varrho } | Ρ ρ ϱ           |                 | Chi             | {\displaystyle \mathrm {X} \,\chi }    | Χ χ             |
| Delta           | {\displaystyle \Delta \,\delta }                      | Δ δ             |                 | Theta           | {\displaystyle \Theta \,\theta \,\vartheta }   | Θ θ ϑ           |                 | Nu              | {\displaystyle \mathrm {N} \,\nu }                | Ν ν             |                 | Sigma           | {\displaystyle \Sigma \,\sigma \,\varsigma }  | Σ σ ς           |                 | Psi             | {\displaystyle \Psi \,\psi }           | Ψ ψ             |
| Epsilon         | {\displaystyle \mathrm {E} \,\epsilon \,\varepsilon } | Ε ϵ ε           |                 | Iota            | {\displaystyle \mathrm {I} \,\iota }           | Ι ι             |                 | Xi              | {\displaystyle \Xi \,\xi }                        | Ξ ξ             |                 | Tau             | {\displaystyle \mathrm {T} \,\tau }           | Τ τ             |                 | Omega           | {\displaystyle \Omega \,\omega }       | Ω ω             |

## Conceptos representados por el alfabeto griego

### Αα (alfa)
- {\displaystyle \alpha } representa: 
  - el primer ángulo de un triángulo, opuesto al lado a
  - la significación estadística de un resultado
  - la tasa de falsos positivos en estadística (error de "tipo I")
  - la constante de estructura fina en física
  - el ángulo de ataque de un avión
  - una partícula alfa (He2+)
  - la aceleración angular en física
  - el coeficiente de dilatación térmica lineal
  - la difusividad térmica
  - En química orgánica, el carbono α es el carbono de la columna vertebral, junto al carbono carbonilo, más frecuente en los aminoácidos.
  - ascensión recta en astronomía
  - la estrella más brillante de una constelación
  - ferrita de hierro y numerosas fases en ciencia de materiales
  - el rendimiento superior a la compensación del riesgo soportado en la inversión
  - la conversión α en el cálculo lambda
  - el número de independencia de un gráfico
  - sustituto de los números ordinales en lógica matemática
  - un tipo de receptor para el neurotransmisor noradrenalina en neurociencia

### Ββ (beta)
- B representa a la función beta
- {\displaystyle {\ce {\beta}}} representa:
  - la beta termodinámica, igual a (kBT)−1, siendo kB la constante de Boltzmann y T  la temperatura absoluta.
  - el segundo ángulo de un triángulo, opuesto al lado b
  - el coeficiente de regresión estandarizado para variables predictoras o independientes en regresión lineal (los coeficientes de regresión no normalizados se representan con la b minúscula latina, pero a menudo también se denominan “betas”)
  - la relación entre la corriente de colector y la corriente de base en un transistor de unión bipolar (BJT) en electrónica (ganancia de corriente)
  - la tasa de falsos negativos en estadística (error de "tipo II")
  - el coeficiente beta, el riesgo no diversificable, de un activo en matemáticas financieras
  - el ángulo de deslizamiento lateral de un avión
  - una partícula beta (e− o e+)
  - las Ondas beta cerebrales, en las ciencias del Cerebro o la Ciencia cognitiva
  - la latitud eclíptica en astronomía
  - el ratio entre la presión del plasma y la presión magnética en la física del plasma
  - β-reducción en el cálculo lambda
  - el ratio entre la velocidad de un objeto y la velocidad de la luz utilizada en el factor de Lorentz
  - tipo de receptor del neurotransmisor noradrenalina en neurociencia

### Γγ (gamma)
- Γ representa:
  - la circulación en dinámica de fluidos
  - el coeficiente de reflexión de una línea de transmisión o telecomunicación
  - el factor de confinamiento de un modo óptico en una guía de ondas
  - la función gamma, una generalización del factorial
  - la función gamma superior incompleta
  - el grupo modular, el grupo de transformaciones lineales fraccionarias
  - la distribución gamma, una distribución de probabilidad continua definida mediante la función gamma
  - sensibilidad de segundo orden al precio en matemática financiera
  - los símbolos de Christoffel del segundo tipo
  - el alfabeto de pila en la definición formal de un autómata de pila, o el alfabeto de cinta en la definición formal de una máquina de Turing
  - el ordinal de Feferman-Schütte Γ0
- 𝛾 representa:
  - el peso específico de las sustancias
  - la función gamma inferior incompleta
  - el tercer ángulo de un triángulo, opuesto al lado c
  - la constante de Euler-Mascheroni en matemáticas
  - los rayos gamma y el fotón
  - el coeficiente de dilatación adiabática en termodinámica
  - el factor de Lorentz en la relatividad especial

### Δδ (delta)
- Δ representa:
  - una diferencia finita
  - un operador de diferencias
  - una diferencia simétrica
  - el operador de Laplace
  - la producción de calor en una reacción química
  - el ángulo que subtiende el arco de una curva circular en la agrimensura
  - el grado máximo de cualquier vértice en un gráfico dado
  - sensibilidad al precio en matemáticas financieras
  - el discriminante de un polinomio (en un polinomio cuadrático determina la naturaleza de las raíces)

- {\displaystyle \delta } representa:
  - porcentaje de error
  - una variación en el cálculo de variaciones
  - la función delta de Kronecker
  - las constantes de Feigenbaum
  - la fuerza de interés en matemáticas financieras
  - la función delta de Dirac
  - el receptor por el que las encefalinas tienen mayor afinidad en farmacología[1]
  - la integral de Skorokhod en el cálculo de Malliavin, un subcampo del análisis estocástico
  - el grado mínimo de cualquier vértice en un gráfico dado
  - una carga parcial. δ- representa una carga parcial negativa, y δ+ representa una carga parcial positiva química (Véase también: Solvatación)
  - desplazamiento químico de un núcleo atómico en espectroscopia de RMN. Para los protones, es relativo al tetrametilsilano = 0.
  - composición de isótopos estables
  - declinación en astronomía
  - medida de no centralidad en estadística[2]
  - La función de transición en la definición formal de un autómata finito, autómata de pila o máquina de Turing.

- No confundir con ∂ que se basa en la letra latina d pero a menudo se denomina "delta de escritura".

### Εε (epsilon)
- {\displaystyle \epsilon } representa:
  - una pequeña cantidad positiva; véase límite
  - error aleatorio en el análisis de regresión
  - valor absoluto de un error[3]
  - en teoría de conjuntos, el ordinal límite de la secuencia {\displaystyle \omega ,\omega ^{\omega },\omega ^{\omega ^{\omega }},\dots }
  - en ciencias de la computación, la cadena vacía
  - el símbolo de Levi-Civita
  - en electromagnetismo, la permitividad dieléctrica
  - emisividad
  - deformación en mecánica de medios continuos
  - permitividad
  - la oblicuidad de la eclíptica de la Tierra en astronomía
  - elasticidad en economía
  - fuerza electromotriz
  - en química, el coeficiente de extinción molar de un cromóforo
  - en matemáticas, número surreal mayor que cero, pero menor que todos los números no negativos.

- El símbolo de pertenencia al conjunto ∈ se basa en ε

### Ϝϝ(digamma)
- A veces se utiliza Ϝ para representar la función digamma, aunque normalmente se sustituye por la letra latina F (que es casi idéntica).
- Una partícula hipotética Ϝ que se especuló que estaba implicada en el exceso de difotones a 750 GeV, y que ahora se sabe que es simplemente una anomalía estadística.

### Ζζ (zeta)
- {\displaystyle \zeta } representa:
  - la función zeta de Riemann y otras funciones zeta en matemáticas
  - el ratio de amortiguación

### Ηη (eta)
- Η representa:
  - la función Eta del teorema H de Ludwig Boltzmann (teorema "Eta"), en mecánica estadística
  - entropía de la teoría de la información (Shannon)

- {\displaystyle \eta } representa:
  - la impedancia de onda intrínseca de un medio (por ejemplo, la impedancia intrínseca del vacío)
  - el coeficiente de regresión parcial en estadística, también interpretado como una medida del tamaño del efecto para los análisis de varianza
  - el mesón eta
  - viscosidad
  - la función eta de Dedekind
  - eficiencia energética
  - eficiencia (física)
  - el tensor métrico de Minkowski en relatividad
  - conversión η en el cálculo lambda
  - la tasa de aprendizaje en el aprendizaje automático y la estadística}

### Θθ (theta)
- Θ (mayúscula) representa:
  - un límite asintóticamente ajustado relacionado con la cota superior asintótica.
  - sensibilidad al paso del tiempo en matemáticas financieras
  - en teoría de conjuntos, un cierto número ordinal

- {\displaystyle \theta }  (minúscula) representa:
  - un ángulo plano en geometría
  - el ángulo con el eje x en el plano xy en coordenadas esféricas o cilíndricas (matemáticas)
  - el ángulo respecto al eje z en coordenadas esféricas (física)
  - la temperatura potencial en termodinámica
  - funciones theta
  - el ángulo de un fotón dispersado durante una interacción de dispersión Compton
  - el desplazamiento angular de una partícula que gira alrededor de un eje
  - el estimador de Watterson en genética de poblaciones

- ϑ ("script theta"), la forma cursiva de theta, utilizada a menudo en escritura manuscrita, representa
  - la primera función de Chebyshev en teoría de números

### Ιι (iota)
- {\displaystyle \iota } representa:
  - un mapa de inclusión en teoría de conjuntos
  - la función generadora de índices en APL (en la forma ⍳)
  - el número imaginario igual a la raíz cuadrada de -1
  - el producto interior

### Κκ (kappa)
- Κ representa:
  - El número Kappa, que indica el contenido de lignina en la pulpa.

- {\displaystyle \kappa } representa:
  - la constante de Von Kármán, que describe el perfil de velocidad del flujo turbulento
  - la curva kappa, una curva algebraica bidimensional
  - el número de condición de una matriz en análisis numérico
  - la conectividad de un grafo en teoría de grafos
  - la curvatura
  - constante dieléctrica {\displaystyle (\varepsilon /\varepsilon _{0})}
  - conductividad térmica (normalmente un latín en minúsculas {\displaystyle k})
  - conductividad eléctrica de una solución
  - difusividad térmica
  - una constante de resorte (normalmente en minúsculas en latín {\displaystyle k})
  - el coeficiente de dilatación adiabática en termodinámica (generalmente 𝛾)
  - el receptor por el que las dinorfinas tienen mayor afinidad en farmacología[1]

### Λλ (lambda)
- Λ representa:
  - la constante de Lebesgue (interpolación), un límite para el error de interpolación
  - la función de von Mangoldt en teoría de números
  - el conjunto de axiomas lógicos del método axiomático de deducción lógica de primer orden
  - la constante cosmológica
  - el barión lambda
  - una matriz diagonal de valores propios en álgebra lineal
  - una red
  - conductividad molar en electroquímica

- 𝜆 representa
  - una longitud de onda de radiación electromagnética
  - el decaimiento exponencial en radiactividad
  - expresiones de funciones en el cálculo lambda
  - un valor propio general en álgebra lineal
  - el número esperado de ocurrencias en una distribución de Poisson en probabilidad
  - la tasa de llegada en la teoría de colas
  - la función de riesgo en la ingeniería de confiabilidad
  - el multiplicador de Lagrange en optimización matemática, conocido como precio sombra en economía
  - la medida de Lebesgue denota el volumen o medida de un conjunto medible de Lebesgue
  - longitud en geodesia
  - densidad lineal
  - longitud eclíptica en astronomía
  - la función de Liouville en teoría de números
  - la función Carmichael en teoría de números
  - la cadena vacía en gramática formal
  - sistema formal en lógica matemática
  - conductividad térmica
  - la transformación de Lorentz

### Μμ (mu)
- {\displaystyle \mu } representa:
  - la función de Möbius en teoría de números
  - la media poblacional o valor esperado en probabilidad y estadística
  - medida en teoría de la medida
  - micro-, prefijo del SI que denota 10−6 (una millonésima)
  - coeficiente de fricción en física
  - la tasa de servicio en la teoría de colas
  - la viscosidad dinámica en física
  - permeabilidad magnética en electromagnetismo
  - un muón
  - masa reducida
  - la movilidad iónica en física de plasmas
  - el parámetro gravitacional estándar en mecánica celeste
  - una micra o micrómetro (10−6 metros) (uso común en biología, aunque oficialmente revocado en 1967)
  - media poblacional en estadística
  - potencial químico en termodinámica
  - índice de refracción absoluto de un medio en óptica

### Νν (nu)
- {\displaystyle \nu } representa:
  - frecuencia en física en hercios (Hz)
  - coeficiente de Poisson en ciencia de materiales
  - un neutrino
  - viscosidad cinemática de los líquidos
  - coeficiente estequiométrico en química
  - anomalía verdadera en mecánica celeste
  - grados de libertad en estadística
  - número de emparejamiento de un grafo
  - valoración p-ádica de un número

### Ξξ (xi)
- Ξ representa:
  - la función Xi original de Riemann, es decir, la ξ minúscula de Riemann, como la denota Edmund Landau y actualmente
  - el barión xi

- {\displaystyle \xi } representa:
  - la función Xi de Riemann original
  - la definición modificada de la función xi de Riemann, según Edmund Landau

### Ππ (pi)
- Π representa:
  - el operador producto en matemáticas
  - un plano
  - la operación de proyección unaria en álgebra relacional
  - presión osmótica

- {\displaystyle \pi } representa:
  - constante de Arquímedes (más comúnmente denominada Pi), el ratio entre la circunferencia de un círculo y su diámetro
  - la función contador de números primos
  - la distribución de estados de una cadena de Markov
  - en el aprendizaje por refuerzo, una función de política que define cómo se comporta un agente de software para cada estado posible de su entorno
  - un tipo de enlace covalente en química (enlace pi)
  - un pión (mesón pi) en física de partículas
  - en estadística, la proporción de la población
  - diversidad de nucleótidos en genética molecular
  - en electrónica, un tipo especial de modelo de señal pequeña denominado modelo híbrido pi
  - en matemáticas discretas, una permutación
  - en álgebra relacional para bases de datos, representa la proyección

- ϖ (una variante gráfica, véase pomega) representa:
  - la frecuencia angular de una ola, en dinámica de fluidos (la frecuencia angular suele representarse por {\displaystyle \omega } pero puede confundirse con la vorticidad en un contexto de dinámica de fluidos)
  - longitud del periastro, en astronomía[4]
  - distancia comóvil, en cosmología[5]

### Ρρ (rho)
- Ρ representa:
  - una de las funciones de Gegenbauer en la teoría analítica de números (puede sustituirse por la forma mayúscula de la letra latina P).

- {\displaystyle \rho } representa:
  - una de las funciones de Gegenbauer en teoría analítica de números.
  - la función de Dickman-de Bruijn
  - el radio en un sistema de coordenadas polares, cilíndricas o esféricas
  - el coeficiente de correlación en estadística
  - el radio de convergencia en análisis real[6]
  - la sensibilidad al tipo de interés en matemáticas financieras
  - densidad (masa o carga por unidad de volumen; puede sustituirse por la forma mayúscula de la letra latina D)
  - resistividad
  - los operadores shape y reshape en APL (en la forma ⍴)
  - el operador renombrar en álgebra relacional
  - el número plástico

### Σσς (sigma)
- Σ representa:
  - el operador de suma
  - la matriz de covarianza
  - el conjunto de símbolos terminales de una gramática formal
- {\displaystyle \sigma } representa:
  - constante de Stefan-Boltzmann en la radiación del cuerpo negro
  - la función divisora en teoría de números
  - la parte real de la variable compleja {\displaystyle s=\sigma +it}  en teoría analítica de números
  - el signo de una permutación en la teoría de grupos finitos
  - la desviación estándar de la población, una medida de dispersión en probabilidad y estadística
  - un tipo de enlace covalente en química (enlace sigma)
  - operador de selección en álgebra relacional
  - tensión en mecánica
  - conductividad eléctrica
  - densidad superficial
  - sección transversal nuclear
  - densidad de carga superficial en micropartículas
  - desviación típica de una variable aleatoria en estadística

### Ττ (tau)
- {\displaystyle \tau } representa:
  - torque, la fuerza de rotación neta en mecánica
  - el leptón elemental tau en física de partículas
  - el promedio de vida, de un proceso de decaimiento exponencial o de emisión espontánea
  - la constante de tiempo de cualquier dispositivo, como un circuito RC
  - tiempo propio en relatividad
  - una vuelta: la relación constante entre la circunferencia de un círculo y su radio, con valor {\displaystyle 2\pi } (6.283...).[7]
  - coeficiente de correlación de rangos tau de Kendall, una medida de correlación de rangos en estadística.
  - función tau de Ramanujan en teoría de números
  - tensión cortante en mecánica continua
  - una variable de tipo en las teorías de tipos, como el cálculo lambda simplemente tipado
  - tortuosidad del camino en ingeniería de yacimientos
  - en topología, una topología dada
  - la tau en bioquímica, una proteína asociada a los microtúbulos
  - el número de divisores de números altamente compuestos ((sucesión A000005 en OEIS)
  - la precisión ({\displaystyle \tau ^{2}}), el recíproco de la varianza, en estadística

### ϒυ (upsilon)
- ϒ (U+03D2) representa:
  - el mesón upsilon

### Φφ (phi)
- Φ representa:
  - la función de trabajo en física; la energía requerida por un fotón para extraer un electrón de la superficie de un metal.
  - el flujo magnético o el flujo eléctrico
  - la función de distribución acumulativa de la distribución normal en estadística
  - grupo funcional fenilo en química orgánica (símbolo de pseudoelemento)
  - el recíproco de la proporción áurea (representada por {\displaystyle \phi }), también representada como {\displaystyle 1/\phi }
  - el valor de la integración de la información en un sistema (basado en la teoría de la información integrada).
  - Geopotencial

Nota: Símbolo del conjunto vacío, {\displaystyle \varnothing }, se parece a Φ pero no es Φ.
- {\displaystyle \phi } or {\displaystyle \varphi } representa:
  - la proporción áurea 1.618... en matemáticas, arte y arquitectura
  - la función totiente de Euler en teoría de números
  - el argumento de un número complejo en matemáticas
  - el valor de un ángulo plano en física y matemáticas
  - el ángulo con el eje z en coordenadas esféricas (matemáticas)
  - época o diferencia de fase entre dos olas o vectores
  - el ángulo con respecto al eje x en el plano xy en coordenadas esféricas o cilíndricas (física)
  - latitud en geodesia
  - flujo radiante
  - flujo de neutrones
  - potencial eléctrico
  - campo escalar en teoría cuántica de campos
  - la función de densidad de probabilidad de la distribución normal en estadística
  - las funciones de Veblen

### Χχ (chi)
- {\displaystyle \chi } representa:
  - la distribución chi en estadística ({\displaystyle \chi ^{2}} es la distribución chi-cuadrado, más frecuente).
  - el número cromático de un grafo en teoría de grafos
  - la característica de Euler en topología algebraica
  - electronegatividad en la tabla periódica
  - la transformada de Fourier de una función de respuesta lineal
  - un carácter en matemáticas; especialmente un carácter de Dirichlet en teoría de números
  - a veces la fracción molar
  - una función característica o indicadora en matemáticas
  - susceptibilidad magnética de un material en física
  - el espectro de energía de neutrones de fisión en el transporte de neutrones

### Ψψ (psi)
- Ψ representa:
  - potencial hídrico
  - combinador cuaternario en lógica combinatoria
  - símbolo de la psicología

- {\displaystyle \psi } representa:
  - la función de onda en la ecuación de Schrödinger de la mecánica cuántica
  - los psi-Mesones en la física de partículas
  - la función de flujo en la dinámica de fluidos
  - la constante de los inversos de Fibonacci
  - la segunda función de Chebyshev en teoría de números
  - la función poligamma en matemáticas
  - el número súper-áureo[8]

### Ωω (omega)
- Ω representa:
  - Infinito absoluto
  - la unidad SI de medida de resistencia eléctrica, el ohmio
  - la ascensión recta del nodo ascendente (RAAN) o longitud del nodo ascendente en astronomía y mecánica orbital
  - la constante omega 0,5671432904097838729999686622...
  - notación asintótica de límites inferiores relacionada con la cota superior asintótica
  - en teoría de la probabilidad y mecánica estadística, el soporte
  - un ángulo sólido q no deja q te caigas (GravedadSTOP) (físicas)
  - el barión omega
  - la función aritmética que cuenta los factores primos de un número contados con multiplicidad
  - el parámetro de densidad en cosmología
  - el primer ordinal no numerable (también escrito como ω₁)

- ω  representa:
  - velocidad angular / frecuencia del radián (rad/seg)
  - el argumento del periastro en astronomía y mecánica orbital
  - una raíz cúbica compleja de la unidad — la otra es {\displaystyle \omega ^{2}} — (utilizado para describir varias formas de calcular la transformada discreta de Fourier)
  - la clase de diferenciabilidad (es decir, C  ꙻ) para las funciones que son infinitamente diferenciables porque son analíticas complejas
  - el primer ordinal infinito
  - el mesón omega
  - el conjunto de los números naturales en teoría de conjuntos (aunque ℕ o N es más común en otras áreas de las matemáticas)
  - una notación asintótica dominante relacionada con la cota superior asintótica
  - en teoría de la probabilidad, posible resultado de un experimento
  - la función aritmética que cuenta los factores primos distintos de un número
  - el símbolo ϖ, una variante gráfica de π, se interpreta a veces como omega con una barra encima; véase π.
  - la nomenclatura de las grasas insaturadas en bioquímica (por ejemplo, ácidos grasos ω-3)
  - primer ordinal incontable ω¹ (también escrito como Ω)
  - el número de clique (número de vértices en un clique máximo) de un grafo en teoría de grafos